# José Gustavo Guerrero
Pour les articles homonymes, voir Guerrero (homonymie).
José Gustavo Guerrero, né le 26 juin 1876 à San Salvador et mort le 25 octobre 1958 à Nice, était un diplomate et juriste salvadorien. Après une carrière diplomatique en Europe (France, Italie, Espagne), il est nommé ministre des Affaires étrangères du Salvador de 1927 à 1928 ; il préside l'Assemblée de la Société des Nations de 1929 à 1930. Juge à la Cour permanente de justice internationale de 1931 à 1945, il en est le dernier président, de 1936 à 1945 ; il est également le premier président de la Cour internationale de justice, de 1946 à 1949 ; il y reste juge jusqu'à sa mort. José Gustavo Guerrero a été nommé pour recevoir le prix Nobel de la paix en 1948 et 1949.

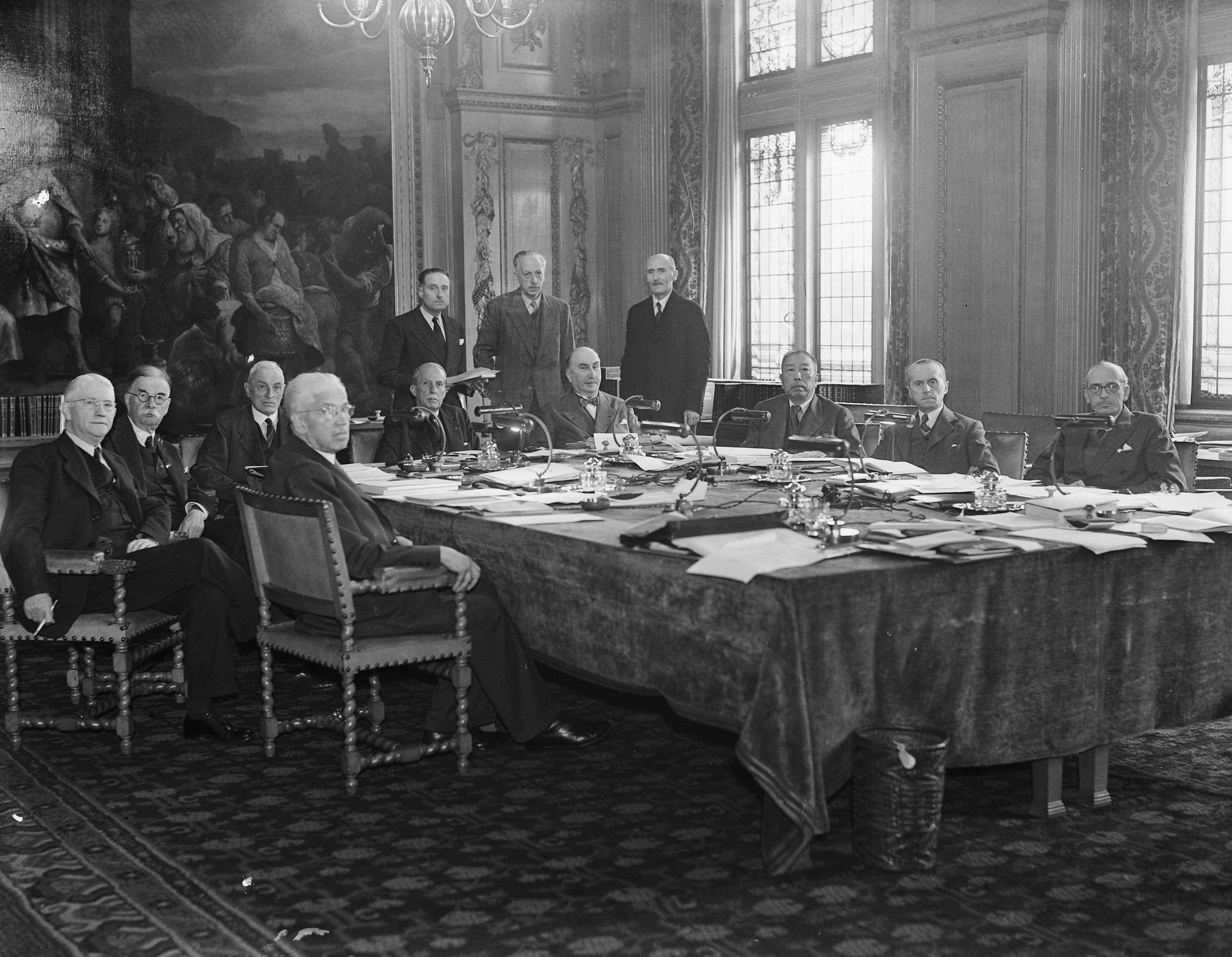
Guerrero à la Cour permanente de justice internationale (1945).